# Nuevo Estadio de Diyarbakır
El Nuevo Estadio de Diyarbakır (en turco: Yeni Diyarbakır Stadyumu), es un estadio multipropósito ubicado en la ciudad de Diyarbakır, Turquía, el recinto cuenta con una capacidad para 33 000 espectadores y es propiedad del club de fútbol Diyarbakırspor equipo de la Superliga de Turquía. El estadio reemplazo al antiguo Estadio Diyarbakır Atatürk construido en 1960 y demolido a comienzos de 2017.
Después de dos años de construcción el estadio fue inaugurado el 10 de mayo de 2018 con el partido de la final de la Copa de Turquía entre Akhisar Belediyespor y Fenerbahçe con victoria para el primero por 3-2.